# Puchar Azji w Piłce Nożnej 2007 (składy)
Turniej o Puchar Azji w 2007 roku organizują 4 państwa – Indonezja, Malezja, Tajlandia i Wietnam. Uczestniczy w nim wraz z gospodarzami 16 drużyn. Oto ich składy.

## Arabia Saudyjska
Trener:
 Helio Dos Anjos
Bramkarze:
1. Yasser Al Musalim     (Al-Ahli),
21. Assaf Al Garni       (Al-Wahda FC),
22. Waleed Ali          (Al-Shabab)
Obrońcy:
2. Ibrahim Hazazi        (Al-Ahli),
3. Osama Hawsawi        (Al-Wahda FC),
4. Hamad Al Montashari   (Al-Ittihad),
5. Majed Al Amri        (Al-Ittifaq),
7. Kamel Al Mousa        (Al-Wahda FC),
12. Talal Al Khaibari    (Al-Wahda FC),
15. Ahmed Al Bahri      (Al-Nasr),
19. Walid Abd Rabu       (Al-Ahli),
25. Redha Tukar          (Al-Ittihad),
26. Abdullah Shuhail     (Al-Shabab)
Pomocnicy:
6. Omar Al Ghamdi       (Al-Hilal),
10. Mahmoud Al Shlhoub   (Al-Hilal),
13. Ahmed Darwish        (Al-Ahli),
14. Saud Khariri         (Al-Ittihad),
16. Khaled Aziz         (Al-Hilal),
17. Taisir Al Jassim     (Al-Ahli),
27. Saheb Al Abdullah    (Al-Ahli),
28. Abdoh Otaif         (Al-Shabab),
30. Ahmed Al Mousa       (Al-Wahda FC)
Napastnicy:
8. Saleh Bashir Al-Dosari(Al-Ittifaq),
9. Malek Mouath          (Al-Ahli),
11. Saad Al-Harthi       (Al-Nasr),
18. Abdulrahman Al-Qahtani (Al-Ittihad),
20. Yasser Al-Qahtani (Al-Hilal),
23. Naser Al-Shimrani    (Al-Wahda FC),
29. Yousif Al-Salem      (Al-Qadisiya)

## Australia
Trener:
 Frank Lowy
Bramkarze:
1. Mark Schwarzer (Middlesbrough FC, Anglia),
12. Brad Jones (Middlesbrough FC, Anglia),
18. Michael Petkovic (Sivasspor, Turcja)
Obrońcy:
2. Lucas Neill (West Ham United, Anglia),
3. Patrick Kisnorbo (Leicester City, Anglia),
6. Michael Beauchamp (1. FC Nürnberg, Niemcy),
7. Brett Emerton (Blackburn Rovers, Anglia),
16. Michael Thwaite (Wisła Kraków, Polska),
22. Mark Milligan (Sydney FC)
Pomocnicy:
4. Tim Cahill (Everton FC, Anglia),
5. Jason Čulina (PSV Eindhoven, Holandia),
8. Luke Wilkshire (FC Twente, Holandia),
10. Harry Kewell (Liverpool, Anglia),
13. Vincenzo Grella (Torino FC, Włochy),
17. Carl Valeri (Grosseto, Włochy),
19. Nick Carle (Gençlerbirliği, Turcja),
20. David Carney (Sydney FC)
21. Mile Sterjovski (FC Basel, Szwajcaria),
23. Mark Bresciano (US Palermo, Włochy)
Napastnicy:
9. Mark Viduka (Newcastle United, Anglia),
11. Archie Thompson (Melbourne Victory),
14. Brett Holman (NEC Nijmegen, Holandia),
15. John Aloisi (Deportivo Alavés, Hiszpania)

## Bahrajn
Trener:
 Milan Máčala
Bramkarze:
1. Mohamed Ali Hassan    (Muharraq Club),
21. Abdul Rahman Ahmed   (Muharraq Club),
22. Ali Saeed Abdulla    (Al-Ahli), 
28. Abbas Khamis         (Sitra Club)

Obrońcy:
2. Mohamed Husain        (Kadhima Club, Kuwejt),
3. Abdulla Marzooq       (Al Ta'ai Club, Arabia Saudyjska),
4. Jasim Al Malood       (Al-Najma SC),
5. Ahmed Matar Abdulla   (Bahrein Riffa Club),
14. Salman Isa           (Al-Arabi Sports Club, Katar),
17. Husain Ali Baba      (Al Kuwait Kaifan, Kuwejt),
19. Ali Al Shehabi       (Al-Najma SC), 
20. Ahmed Hassan Talib   (Bahrein Riffa Club),
23. Ebrahim Mishkhas     (Al Arabi, Katar),
29. Mohamed Hubail      (Al-Ahli)
Pomocnicy:
7. Mahmood Jalal         (Qatar Sports Club, Katar),
8. Rashid Al Dosari      (Muharraq Club),
10. Mohamed Salmeen      (Muharraq Club), 
13. Talal Yousef         (Al Kuwait Kaifan, Kuwejt),
16. Sayed Adnan          (Al-Khor Sports Club, Katar),
18. Hussain Salman Makki (Muharraq Club),
24. Hamad Al Anezi       (Al-Arabi Sports Club, Katar),
27. Mahmood Abdulrahman  (Muharraq Club)
Napastnicy:
9. Husain Ali            (Umm-Salal Sports Club, Katar),
11. Ismaeel Abdullatif   (Al Hala SC),
30. A'ala Hubail         (Al-Gharafa)

## Chiny
Trener:
 Zhu Guanghu
Bramkarze:
1. Li Leilei (Shandong Luneng),
22. Yang Jun (Tianjin Teda), 
30. Zong Lei (Changchun Yatai)
Obrońcy:
2. Du Wei (Shanghai Shenhua),
3. Sun Xiang (Shanghai Shenhua),
4. Zhang Yaokun (Dalian Shide),
5. Li Weifeng (Shanghai Shenhua),
7. Sun Jihai (Manchester City, Anglia),
13. Zhang Shuai (Beijing Guo’an),
16. Ji Mingyi (Dalian Shide), 
23. Cao Yang (Tianjin Teda)
Pomocnicy:
6. Shao Jiayi (Energie Cottbus, Niemcy),
8. Li Tie (Sheffield United F.C., Anglia),
10. Zheng Zhi (Shandong Luneng),
12. Zhao Xuri (Dalian Shide),
15. Wang Dong (Changchun Yatai),
18. Zhou Haibin (Shandong Luneng),
19. Zheng Bin (Wuhan Guanggu),
20. Mao Jianqing (Shanghai Shenhua)
Napastnicy:
9. Han Peng (Shandong Luneng),
11. Dong Fangzhuo (Manchester United, Anglia),
14. Zhu Ting (Dalian Shide),
21. Wang Peng (Dalian Shide)

## Indonezja
Trener:
 Ivan Venkov
Bramkarze:
1. Jendry Pitoy (Persipura Jayapura),
12. Ferry Rotinsulu (Sriwijaya FC),
23. Marcus Horison (PSMS Medan)
Obrońcy:
2. Muhammad Ridwan (PSIS Semarang),
3. Erol Iba (Persik Kediri),
4. Ricardo Salampessy (Persipura Jayapura),
5. Maman Abdurrachman (PSIS Semarang),
6. Charis Yulianto (Sriwijaya FC),
18. Firmansyah (Sriwijaya FC),
21. Harry Saputra (Persis Solo),
22. Supardi (PSMS Medan)
Pomocnicy:
7. Eka Ramdhani (Persib Bandung),
9. Mahyadi Panggabean (PSMS Medan),
11. Ponaryo Astaman (Arema Malang),
15. Firman Utina (Persita Tangerang),
16. Syamsul Chaeruddin (PSM Makassar),
17. Atep (Persija Jakarta)
Napastnicy:
8. Ellie Aiboy (Arema Malang),
10. Rahmad Rivai (Persiter Ternate),
13. Budi Sudarsono (Persik Kediri),
14. Ismed Sofyan (Persija Jakarta),
9. Zaenal Arief (Persib Bandung),
20. Bambang Pamungkas (Persija Jakarta)

## Irak
Trener:
 Jorvan Vieira
Bramkarze:
1. Ahmed Ali Jaber (Al-Zawraa),
22. Noor Sabri (Al Wihdat, Jordania),
23. Mohammed Kassid (Al Shurta)
Obrońcy:
2. Jassim Mohammed Ghulam (Al Wihdat, Jordania),
3. Bassim Abbas (Nejmeh, Liban),
4. Khaldoun Ibrahim (Mes Kerman, Iran), 
12. Haidar Abdul-Razzaq (Al-Hussein Irbid, Jordania), 
14. Haidar Abdul-Amir (Al-Faisaly, Jordania),
15. Ali Hussein Rehema (Al-Wakra, Katar),
20. Nabeel Abbas Lafta (Najaf FC)
Pomocnicy:
5. Nashat Akram (Al-Shabab, Arabia Saudyjska),
6. Saleh Sader (Al-Ansar, Liban),
7. Ali Abbas Mshehid (Al-Quwa Al-Jawiya),
8. Ahmad Abd Ali „Kobi” (Al-Zawraa),
11. Hawar Mulla Mohammed (Apollon Limassol, Cypr),
13. Karrar Jassim Mohammed (Al-Wakra, Katar),
18. Mahdi Karim (Apollon Limassol, Cypr),
19. Haitham Kadhim (Arbil),
24. Qusay Munir (Arbil)
Napastnicy:
9. Mohammad Nasser (Al-Talaba),
10. Younis Mahmoud (Al-Gharafa, Katar),
16. Ahmad Mnajed (Al-Ansar, Liban),
17. Louay Salah Hassan (Persepolis F.C., Iran)

## Iran
Trener:
 Amir Ghalenoei
Bramkarze:
1. Hassan Roudbarian (Pas Teheran F.C.),
22. Vahid Talebloo (Esteghlal F.C.),
30. Mehdi Rahmati (Esteghlal)

Obrońcy:
3. Amir Hossein Sadeqi (Esteghlal F.C.), 
5. Rahman Rezaei (A.S. Livorno Calcio, Włochy),
12. Jalal Hosseini (Saipa F.C.),
13. Hossein Kaebi (Leicester City, Anglia),
15. Hadi Aghili (Sepahan F.C.),
20. Mohammad Nosrati (Pas Teheran F.C.)
Pomocnicy:
2. Mehdi Mahdawikia (Eintracht Frankfurt, Niemcy),
4. Andranik Teymourian (Bolton Wanderers F.C., Anglia),
6. Javad Nekounam (CA Osasuna, Hiszpania),
7. Ferydoon Zandi (Apollon Limassol, Cypr),
8. Ali Karimi (Qatar SC, Katar),
11. Mehrzad Madanchi (Persepolis F.C.),
14. Iman Mobali (Al-Shabab, Zjednoczone Emiraty Arabskie),
17. Javad Kazemian (Al-Shabab, Zjednoczone Emiraty Arabskie),	 
19. Ebrahim Sadeghi (Saipa F.C.),
24. Masud Szodża’i (Al-Sharjah, Zjednoczone Emiraty Arabskie)
Napastnicy:
9. Vahid Hashemian (Hannover 96, Niemcy),
10. Rasoul Khatibi (Emirates Club, Zjednoczone Emiraty Arabskie),
16. Reza Enayati (Emirates Club, Zjednoczone Emiraty Arabskie),
18. Mehdi Rajabzadeh (F.C. Zob Ahan)

## Japonia
Trener:
 Ivica Osim
Bramkarze:
1. Yoshikatsu Kawaguchi (Jubilo Iwata),
18. Seigo Narazaki (Nagoya Grampus Eight),
23. Eiji Kawashima (Kawasaki Frontale)
Obrońcy:
3. Yuichi Komano (Sanfrecce Hiroszima),
5. Keisuke Tsuboi (Urawa Red Diamonds),
21. Akira Kaji (Gamba Osaka),
22. Yuji Nakazawa (Yokohama F. Marinos)
Pomocnicy:
2. Yasuyuki Konno (F.C. Tokyo),
6. Yuki Abe (Urawa Red Diamonds),
7. Yasuhito Endo (Gamba Osaka),
8. Naotake Hanyu (JEF United Ichihara),
9. Satoru Yamagishi (JEF United Chiba),
10. Shunsuke Nakamura (Celtic F.C., Szkocja),
13. Keita Suzuki (Urawa Red Diamonds),
14. Kengo Nakamura (Kawasaki Frontale),
15. Koki Mizuno (JEF United Ichihara),
24. Hideo Hashimoto (Gamba Osaka),
25. Mitsuo Ogasawara (Kashima Antlers),
28. Yoshiaki Ota (Jubilo Iwata),
29. Masahiko Inoha (F.C. Tokyo)
Napastnicy:
11. Hisato Satō (Sanfrecce Hiroszima),
12. Seiichiro Maki (JEF United Ichihara),
19. Naohiro Takahara (Eintracht Frankfurt, Niemcy),
20. Kisho Yano (Albirex Niigata)

## Katar
Trener:
 Džemaludin Mušović
Bramkarze:
1. Mohamed Saqr (Al-Sadd),
24. Rajab Kassim (Al-Ahli)
Obrońcy:
3. Bilal Mohammed Rajab (Al-Gharafa),
4. Ibrahim Al Ghanim (Al-Arabi),
6. Meshal Mubarak (Qatar Sports Club),
13. Mostafa Abdulla (Al-Gharafa),
19. Ibrahim Majed (Al-Sadd),
21. Abdulla Koni (Al-Sadd)
Pomocnicy:
2. Mesaad Al-Hamad (Al-Sadd), 
5. Majdi Siddiq (Al-Khor),
7. Ali Nasser (Al-Sadd),
8. Saad Ghanim Al Shammari (Al-Gharafa),
10. Hussain Yasser Abdulrahman (Ar-Rajjan),
14. Younes Ali (Al-Ahli),
15. Talal Al-Bloushi (Al-Sadd),
17. Wesam Rizik (Al-Sadd),
20. Adel Lamy (Ar-Rajjan)
Napastnicy:
9. Seyd Ali Baba Bashir (Al-Arabi),
11. Ali Hassan Afeef (Al-Sadd),
12. Magid Mohamed (Al-Sadd),
16. Mohamed Gholam Al Blooshi (Al-Sadd),
18. Abdulla Waleed Jassem (Ar-Rajjan),
23. Sebastián Quintana (Qatar Sports Club)

## Korea Południowa
Trener:
 Pim Verbeek
Bramkarze:
1. Lee Woon-jae (Suwon Samsung Bluewings),
21. Kim Yong-dae (Ilhwa Chunma),
23. Jung Sung-ryong (Pohang)
Obrońcy:
2. Song Chong-gug (Suwon Samsung Bluewings),
3. Kim Jin-kyu (Chunnam Dragons), 
4. Kim Dong-jin (Zenit Petersburg, Rosja),
13. Kim Chi-gon (FC Seoul),
15. Kim Chi-woo (Chunnam Dragons),
16. Oh Bum-seok (Pohang),
22. Kang Min-soo (Chunnam Dragons)
Pomocnicy:
6. Lee Ho (Zenit Petersburg, Rosja),
8. Kim Do-heon (Ilhwa Chunma),
14. Kim Sang-sik (Ilhwa Chunma),
17. Kim Jung-woo (Nagoya Grampus Eight, Japonia),
20. Son Dae-ho (Ilhwa Chunma),
27. Oh Jang-eun (Ulsan Hyundai Horang-i)
Napastnicy:
7. Choi Sung-kuk (Ilhwa Chunma),
9. Cho Jae-jin (Shimizu S-Pulse, Japonia), 
10. Lee Chun-soo (Ulsan Hyundai Horang-i),
11. Lee Keun-ho (Daegu FC),
12. Lee Dong-gook (Middlesbrough, Anglia),
18. Woo Sung-yong (Ulsan Hyundai Horang-i),
19. Yeom Ki-hoon (Jeonbuk Hyundai Motors)

## Malezja
Trener:
 Norizan Bakar
Bramkarzze:
1. Azizon Abdul Kadir (Negri Sembilan FA),
21. Mohd Suffian Abdul Rahman (Melaka TMFC)
Obrońcy:
2. Hamzani Omar (Johor Pasir Gudang),
3. Fauzie Nan (Perlis FA),
4. Nazrulerwan Makmor (PKNS FC),
6. Thirumurugan Veeran (Kedah FA),
7. Muhd Kaironnisam Sahabuddin Hussain (UPB-MyTeam FC), 
17. Nanthakumar Kaliapan (Perak FA),
19. Rosdi Talib (Pahang FA)
Pomocnicy:
5. Norhafiz Zamani Misbah (Pahang FA),
9. Eddy Helmi Manan (Johor FC),
10. Mohammad Hardi Jaafar (Melaka TMFC),
11. Nor Farhan Mohamad (Terengganu FA),
12. Mohd Shukor Adan (Selangor FA),
15. Shahrulnizam Mustapha (Perak FA 
16. Ahmad Fauzi Shaari (Kedah FA),
18. Mohd Fadzli Saari (Selangor FA),
22. Mohd Ivan Yusoff (Kuala Lumpur FA),
23. Mohd Aidil Zafuan Abdul Radzak (Negri Sembilan FA)
Napastnicy:
8. Mohd Safee Sali  (Selangor FA), 
13. Indra Putra Mahayuddin (Pahang FA),
14. Akmal Rizal Ahmad Rakhli (Selangor FA),
20. Hairuddin Omar (Pahang FA)

## Oman
Trener:
 Gabriel Calderón
Bramkarze:
1. Sulaiman Al Mazroui (Muscat),
26. Ali Al Habsi (Bolton Wanderers, Anglia)
Obrońcy:
2. Mohamed Al Noobi (Al-Sadd Sports Club, Katar),
3. Juma Al Wahaibi (Tadamon, Kuwejt),
4. Said Sawailim (Umm-Salal Sports Club, Katar),
6. Issam Fayel (Sur),
17. Hassan Al Gheilani (Al-Ahli, Katar), 
18. Hamed Al Bulushi (Muscat),
25. Sulaiman Al Shukairi (Al Salmiya, Kuwejt),
28. Hussain Ali Al Hadri (Dhofar)
Pomocnicy:
5. Fahad Ba-Masilah (Dhofar), 
7. Sultan Al-Touqi (Al Salmiya Club, Kuwejt),
10. Fawzi Bait Doorbeen (Al Qadisiya, Katar), 
12. Ahmed Al Muhaijri (Ar-Rajjan, Katar),
13. Mohammed Al-Ghassani (Al Suwaiq),
21. Ahmed Al Mukhaini (Al-Shamal Sports Club, Katar),
24. Younis Mubarak (Al Oruba)
Napastnicy:
8. Badar Mubarak (Al-Ahli, Katar),
9. Hashim Mohamed (Al-Shamal, Katar),
11. Yousuf Al-Busaidi (Dhofar),
14. Younis Al Musaifri (Kazma, Kuwejt),
15. Ismail Al-Ajmi (Umm-Salal Sports Club, Katar),
20. Amad Al Hosni (Qatar Sports Club, Katar)

## Tajlandia
Trener:
 Chanvit Polchovin
Bramkarze:
1. Weera Koedpudsa (Bangkok University FC),
18. Kosin Hathairattanakool (Chonburi FC),
22. Narit Taweekul (Thailand Tobacco Monopoly FC)
Obrońcy:
3. Patiparn Phetphun (Bangkok University FC),
4. Jetsada Jitsawad (Thailand Tobacco Monopoly FC),
5. Niweat Siriwong (BEC Tero Sasana),
6. Nataporn Phanrit (Provincial Electricity FC),
12. Nirut Surasiang (Pisico Bình Ðịnh F.C., Wietnam),
16. Kiatprawut Saiwaeo (Chonburi FC),
24. Apichet Puttan (Provincial Electricity FC),
28. Natthaphong Samana( Krung Thai Bank FC)
Pomocnicy:
2. Suree Sukha (Chonburi FC),
7. Datsakorn Thonglao (Hoàng Anh Gia Lai, Wietnam),
8. Suchao Nutnum (TOT FC), 
9. Therdsak Chaiman (Singapore Armed Forces, Singapur),
10. Tawan Sripan (BEC Tero Sasana),
19. Pichitphong Choeichiu (Krung Thai Bank FC),
20. Hadtaporn Suwan (Provincial Electricity FC),
23. Pipat Thonkanya (BEC Tero Sasana)
Napastnicy:
13. Kiatisuk Senamuang (niezrzeszony),
14. Teeratep Winothai (BEC Tero Sasana),
17. Sutee Suksomkit (Tampines Rovers FC, Singapur),
21. Teerasil Dangda (Air Technical Training School F.C.)

## Uzbekistan
Trener:
 Rauf Inileyev
Bramkarze:
1. Pavel Bugalo (FK Quruvchi Tashkent),
12. Ignatij Nesterov (FC Pakhtakor Tashkent), 
21. Gajratjon Hasanov (FK Neftchy Farg'ona)
Obrońcy:
2. Hajrulla Karimov (FK Mash'al Mubarek),
3. Witalij Denisov (Dnipro Dnipropietrowsk, Ukraina),
5. Asror Aliqulov (FC Pakhtakor Tashkent),
6. Anzur Ismailov (FC Pakhtakor Tashkent), 
17. Aleksiej Nikolajev (FC Aktobe, Kazachstan),
19. Islom Inomov (FC Pakhtakor Tashkent),
23. Bоtir Qоraev (FK Mash'al Mubarek)
Pomocnicy:
4. Aziz Ibrahimov (Slovan Bratysława, Słowacja),
7. Aziz Haydarоv (Lokomotiv Tashkent),
8. Server Jeparov (FC Pakhtakor Tashkent),
11. Marat Bikmoev (Rubin Kazań, Rosja),
13. Hikmat Haszimov (Nasaf Qarshi),
14. Wiktor Karpienko (FK Quruvchi Tashkent),
18. Timur Kapadze (FC Pakhtakor Tashkent),
20. Ildar Magdieev (FC Pakhtakor Tashkent),
22. Ikboljon Akramov (FK Neftchy Farg'ona)
Napastnicy:
9. Pavel Solomin (Saturn Moskwa Oblast, Rosja),
10. Ulugbek Bakajev (Toboł Kostanaj, Kazachstan),
15. Aleksandr Geinrich (FC Pakhtakor Tashkent),
16. Maksim Szackich (Dynamo Kijów, Ukraina)

## Wietnam
Trener:
 Alfred Riedl
Bramkarze:
1. Bùi Quang Huy (GM M Nam Định),
22. Dương Hồng Sơn (P. Sông Lam Nghệ An),
23. Trần Đức Cường (Đà Nẵng FC)
Obrońcy:
2. Phùng Văn Nhiên (GM M Nam Định),
3. Nguyễn Huy Hoàng (P. Sông Lam Nghệ An),
4. Đoàn Việt Cường (Đồng Tháp),
6. Phạm Hùng Dũng (Đà Nẵng FC),
7. Vũ Như Thành (Bình Dương F.C.),
16. Huỳnh Quang Thanh (Bình Dương F.C.),
29. Châu Phong Hòa (Đồng Tháp)
Pomocnicy:
8. Đồng Huy Thái (Halida Thanh Hóa),
11. Phùng Công Minh (Bình Dương F.C.),
12. Nguyễn Minh Phương (Đồng Tâm Long An),
13. Mai Tiến Thành (Halida Thanh Hóa),
15. Nguyễn Minh Chuyên (Cảng Sài Gòn),
17. Nguyễn Vũ Phong (Bình Dương F.C.),
19. Phan Văn Tài Em (Đồng Tâm Long An),
20. Trần Đức Dương (GM M Nam Định)
Napastnicy:
9. Lê Công Vinh (P. Sông Lam Nghệ An),
10. Nguyễn Phúc Hiệp (Thép Pomina Tiền Giang),
18. Phan Thanh Bình (Đồng Tháp), 
21. Nguyễn Anh Đức (Bình Dương F.C.)

## Zjednoczone Emiraty Arabskie
Trener:
 Bruno Metsu
Bramkarze:
1. Majed Nasir (Al Wasl FC),
12. Waleed Salim (Al Ain FC),
28. Ismail Rabee (Al-Shaab)
Obrońcy:
3. Mohammad Khamis (Al-Nasr),
4. Ali Msarri (Al Ain FC),
6. Rashid Abdulrahman Al Hawsani (Al-Jazira Club),
14. Basheer Saeed (Al-Wahda FC),
17. Youssef Jabber (Bani Yas Club),
21. Humaid Fakher (Al Ain FC),
22. Mohammed Qassim (Al-Ahli),
23. Saif Mohammed (Al-Shabab)
Pomocnicy:
2. Abdulraheem Jumaa (Al-Wahda FC), 
5. Essa Ali (Al-Wahda FC),
7. Khalid Darweesh (Al Wasl FC),
8. Haider Alo Ali (Al-Wahda FC),
13. Ahmed Mubarak (Al-Jazira Club),
15. Mohammad Al Shehhi (Al-Wahda FC),
18. Amir Murbarek (Al-Nasr),
20. Hilal Saeed (Al Ain FC)
Napastnicy:
9. Nawaf Mubarak (Sharjah FC),
10. Ismail Matar (Al-Wahda FC),
11. Faisal Khalil (Al-Ahli),
19. Saeed Alkass (Sharjah FC)